# Giro di Romagna 1999
Il Giro di Romagna 1999, settantaquattresima edizione della corsa, si svolse il 5 settembre 1999 su un percorso di 200 km. La vittoria fu appannaggio dell'italiano Roberto Conti, che completò il percorso in 4h58'30", precedendo il kazako Aleksandr Vinokurov e il connazionale Francesco Casagrande.
Sul traguardo di Lugo 21 ciclisti portarono a termine la competizione.

## Ordine d'arrivo (Top 10)
| Pos. | Corridore            | Squadra                   | Tempo    |
| ---- | -------------------- | ------------------------- | -------- |
| 1    | Roberto Conti        | Mercatone Uno-Bianchi     | 4h58'30" |
| 2    | Aleksandr Vinokurov  | Casino-Ag2r               | a 1'32"  |
| 3    | Francesco Casagrande | Vini Caldirola-Sidermec   | a 1'42"  |
| 4    | Cristian Gasperoni   | Cantina Tollo-Alexia All. | a 1'51"  |
| 5    | Marco Vergnani       | Selle Italia-W52          | s.t.     |
| 6    | Gianmario Ortenzi    | Mercatone Uno-Bianchi     | s.t.     |
| 7    | Luca Belluomini      | Navigare-Gaerne           | s.t.     |
| 8    | Pietro Caucchioli    | Amica Chips               | a 6'25"  |
| 9    | Mario Manzoni        | Mobilvetta-Northwave      | a 6'33"  |
| 10   | Luca Mazzanti        | Cantina Tollo-Alexia All. | s.t.     |